# 曹正
曹正是小说《水滸傳》中人物，因為善於殺豬剝牛而被稱作「操刀鬼」，在小說中第十七回「花和尚單打二龍山，青面獸雙奪寶珠寺」中首次出現，本來是林沖的徒弟，做生意賠本後到黄泥岡附近經營一家酒家。後來隨二龍山眾頭領加入梁山泊，坐上第八十一把交椅，司職「掌管監造諸事頭領」中的「屠宰牛馬豬羊牲口」。

## 經歷

### 登場
楊志在黃泥岡被劫了生辰綱後，便到附近曹正的酒店吃飯卻發現沒錢付賬，白吃白喝後要離開時被曹正發現，二人鬥了二十餘回合曹正即落敗，曹正覺得楊志刀法與林沖如出一轍而詢問其名，楊志報上名號之後曹正馬上認出是曾在東京擔任殿司的楊制使，便命手下再備酒菜招待楊志，雙方化敵為友。曹正也從楊志口中得知師傅林沖被奸人所害落草梁山，後來曹正聽得楊志的落魄經歷後推荐他就近改投二龍山。
楊志投靠途中遇上去不成二龍山的魯智深，得悉二龍山主鄧龍不輕易收外人，楊志無奈之下便與魯智深折返曹正的店尋求建議，曹正聽得情況生出一計：他假裝捉住了魯智深，把他押送到鄧龍面前，之後趁鄧龍不防突然發難，殺死鄧龍並佔領二龍山。依計行事後果然成功由楊志殺死鄧龍奪取二龍山，曹正不想留在山上，把二龍山交給魯智深和楊志後便回到山下繼續經營小店。
二龍山在張青、孫二娘與武松等人投奔後日漸壯大，曹正便在魯智深等人力邀之下同意收店落草二龍山擔任頭領。

### 上梁山
後來呼延灼帶兵攻打桃花山，桃花山主李忠接仗失利後寫信向二龍山求助。於是，鲁智深、楊志和武松等人同曹正到達支援，和呼延灼拉成均勢。恰巧白虎山的孔明被呼延灼活捉，山中另一頭領孔亮卻逃出至桃花山向曹正等人求助，眾人認為合三山之力仍不足以攻下青州城救人，於是派孔亮聯同梁山泊兵馬攻打青州。青州城破後，曹正便跟着二龍山、桃花山、和白虎山三山共十一名頭領加入梁山泊。及後參與多場戰役，立功不少。

### 征方臘
曹正在聯同其他一百零七名頭領接受朝庭招安後，與梁山泊全體征討方腊，但於攻宣州時卻和王定六雙雙中藥箭死亡。結束了在《水滸傳》中經歷。

## 出場回目
- 第十七回「花和尚單打二龍山，青面獸雙奪寶珠寺」
- 第五十八回「三山聚義打青州，眾虎同心歸水泊」
- 第一百一十二回「盧俊義分兵宣州道，宋公明大戰毗陵郡」

## 影视形象
- 1983年山东版《水浒》：李恩久
- 1998年央视版《水浒传》：赵春明
- 2011年版《水浒传》：刘玉龙
- 2013年版《武松》：王笑然